# Književnost u 2000.
◄◄ | ◄ | 1997. | 1998. | 1999. | 2000.  | 2001. | 2002. | 2003. | ► | ►►
Arhitektura • Astronautika • Astronomija • Biologija • Film • Fotografija • Glazba • Kazalište • Kemija • Kiparstvo • Knjige • Književnost • Kršćanstvo • Meteorologija • Medicina • Planinarstvo • Politika • Pravo • Promet • Slikarstvo • Strip • Šport • Televizija • Znanost • Zrakoplovstvo • Željeznički promet
Književnost u 2000.

## Svijet

### Književna djela
- Harry Potter i Plameni pehar, J. K. Rowling

### Nagrade i priznanja
- Nobelova nagrada za književnost:

### Smrti
- 3. prosinca – Gwendolyn Brooks, američka pjesnikinja i esejistica (* 1917.)

## Vanjske poveznice
|  | Zajednički poslužitelj ima još gradiva o temi Književnost u 2000. |